# Passementerie

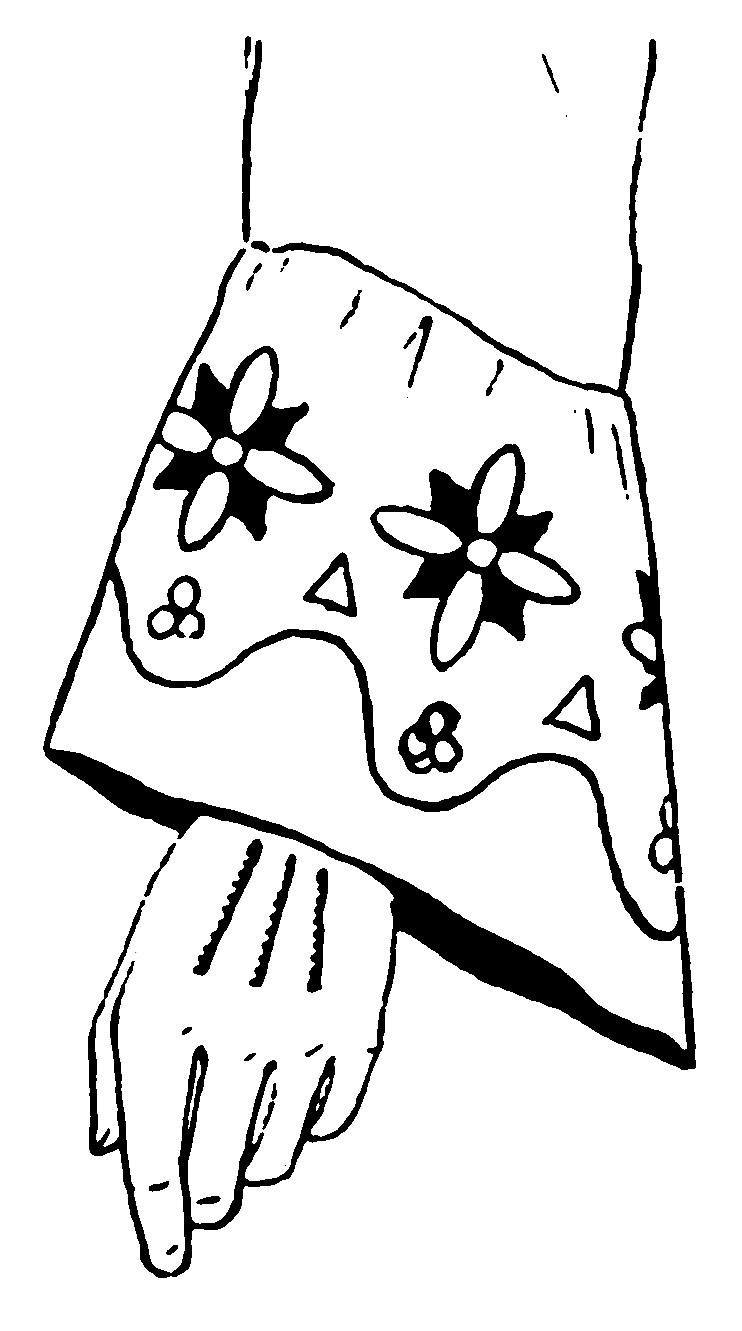
Manche d'un costume de l'Ancien Régime décorée de passementerie.

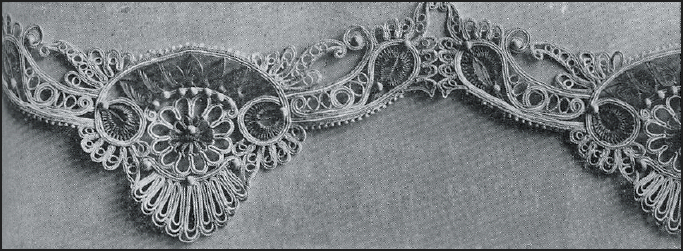
Applique de dentelle.

La passementerie regroupe l'ensemble des productions en fil de toute nature (végétal, animal, métallique…) utilisées en décoration vestimentaire ou architecture intérieure. Elle désigne également le commerce de ces produits.
Des exemples de passement : cordons, dentelle, boutonnière, frange, liseré, ruban.

## Histoire

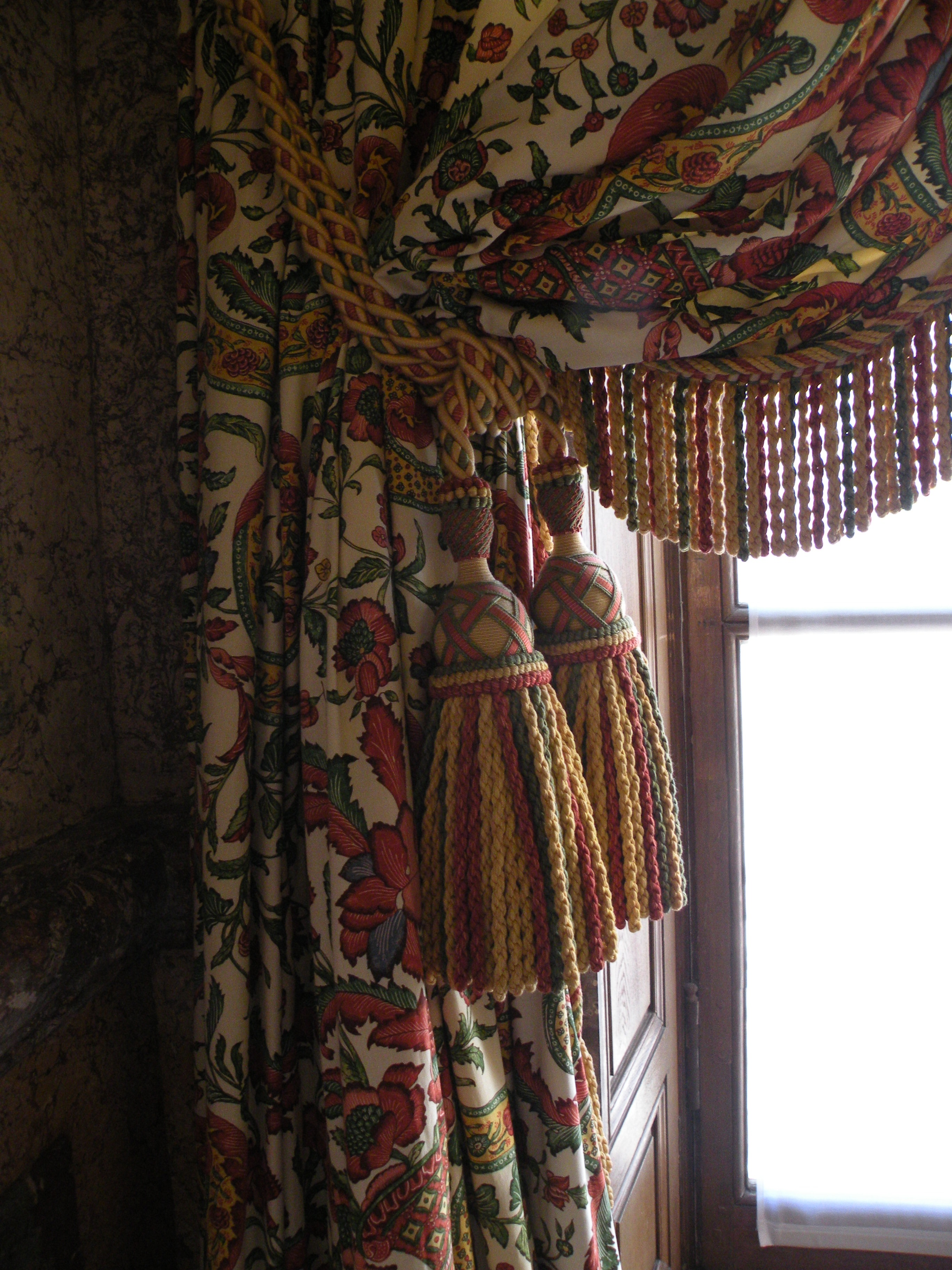
Exemple de passementerie au palais Bourbon.

En 1751, l'Encyclopédie de Diderot et d'Alembert définit la passementerie comme l'« art d’exécuter un grand nombre de petits ouvrages désignés sous le nom générique de passemens ».
Le terme de passements désigne des pièces étroites utilisées pour l'ornementation des vêtements ou du mobilier (broderies, cordonnets) allant jusqu'à 30 centimètres de large.
Au départ le fil de laine est principalement utilisé, puis la soie est introduite par les Italiens. Sous François Ier, les vêtements de cérémonie, les harnais des chevaux, les hampes des drapeaux sont couramment ornés d'éléments de passementerie.
Le style Louis XIII est assez austère, les tentures murales sont bordées de galons. De courtes franges habillent les sièges et des cordelettes retiennent les rideaux de lits.
Sous Louis XIV, en revanche, l'utilisation d'or et d'argent marque un surenchérissement dans le déploiement de richesses. Le rouge est également très apprécié. Grâce aux commandes de la Cour, la passementerie se développe rapidement. Les fenêtres, plus grandes, sont désormais ornées de rideaux et la passementerie envahit ciels de lits, coussins, tentures et sièges.
Après la Révolution française, l'Antiquité devient très à la mode (franges droites ornées d'olives ou de boules). Le Premier Empire (1804-1815) est également une période très importante pour la profession, avec l'utilisation de larges galons tissés de palmettes, beaucoup de franges, notamment à torsades ou quilles, et les décors de fenêtres deviennent très sophistiqués (lambrequins garnis de festons avec nœuds et rosettes). Avec la campagne d’Égypte, le coton est à bas prix et finit par remplacer peu à peu le lin dans la fabrication des âmes de guipures et des câblés. La deuxième grande innovation de l'Empire est l´invention par Joseph-Marie Jacquard du métier Jacquard, qui marque un tournant dans la production textile grâce au principe de la carte perforée appliqué à la programmation d'un métier à tisser.

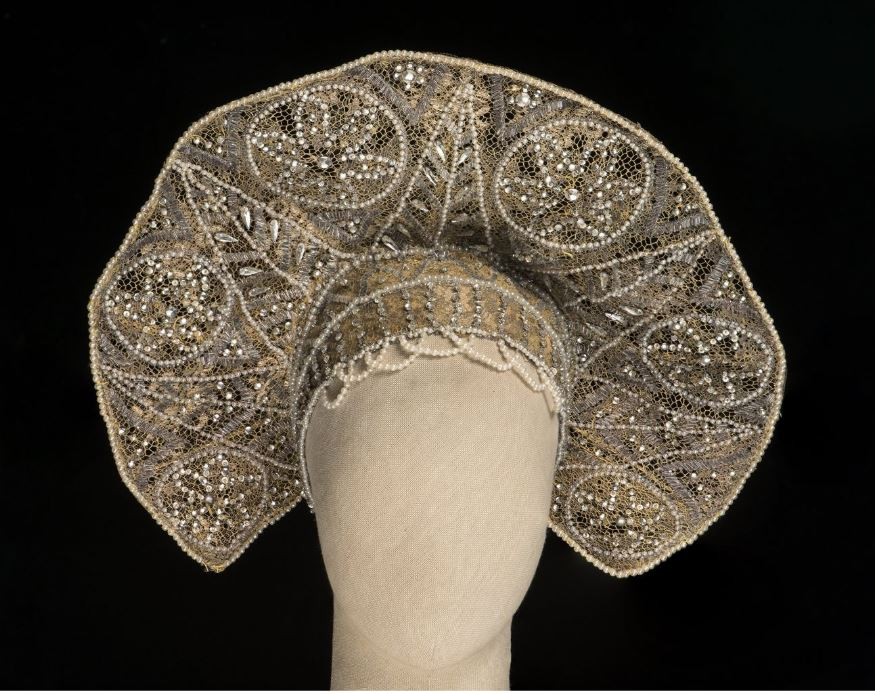
Coiffe « bonnet », accessoire de scène, surmontée d'un large pourtour en filet doré, ornée de 6 cercles de perles fines avec, à l'intérieur de chacun de ces cercles, une « étoile » formée de petits strass avec un plus gros strass au centre. XIXe s. Bibliothèque nationale de France, département Bibliothèque-musée de l'opéra.

Le Second Empire (1852-1870) fut marqué par une grande exubérance dans les décors. Sous Napoléon III, la passementerie est partout. Avec les festons et les franges à profusion, tables juponnées, grandes embrasses, sièges capitonnés, encadrements de miroirs, c’est l’apogée du confort bourgeois.
À partir de 1930, le marché de la passementerie décline, en partie à cause du développement du style contemporain qui exclut la passementerie. De 5000 passementiers à la fin du XIXe siècle, la profession a quasiment disparu cent ans plus tard à Lyon. Seules les productions destinées aux armées, aux châteaux, aux églises permettent à la passementerie de conserver un minimum d'activité.

## Technique
La passementerie utilise trois sortes de métiers à tisser :
- le métier à main ;
- le métier ratière ;
- le métier à crochets pour les séries industrielles.

### Technique Jacquard
Contrairement aux métiers à tisser classiques, en passementerie la chaîne ne se déroule pas toute seule, il faut tourner manuellement les bobines.
Pour chacune des pièces de tissus étroits tissés, on part d'une chaîne guidée de l'arrière vers l'avant du métier par un jeu de bobines, poulies et peignes, et d'une trame transversale déposée par une ou deux navettes contenant une canette chargée de fil et animée d'un mouvement de va et vient.
Le croisement des fils et le dessin réalisé sont commandés par une série de cartons perforés, lus par la mécanique Jacquard, qui est placée au-dessus du métier à tisser. Le carton, réalisé d'après le dessin original, est perforé, ce qui permet par un jeu d'aiguilles et de crochets, de lever une partie des fils de chaîne pour ouvrir un passage au fil de trame. On peut ainsi faire varier la largeur et les coloris des tissus.

## Passementerie et vêtement

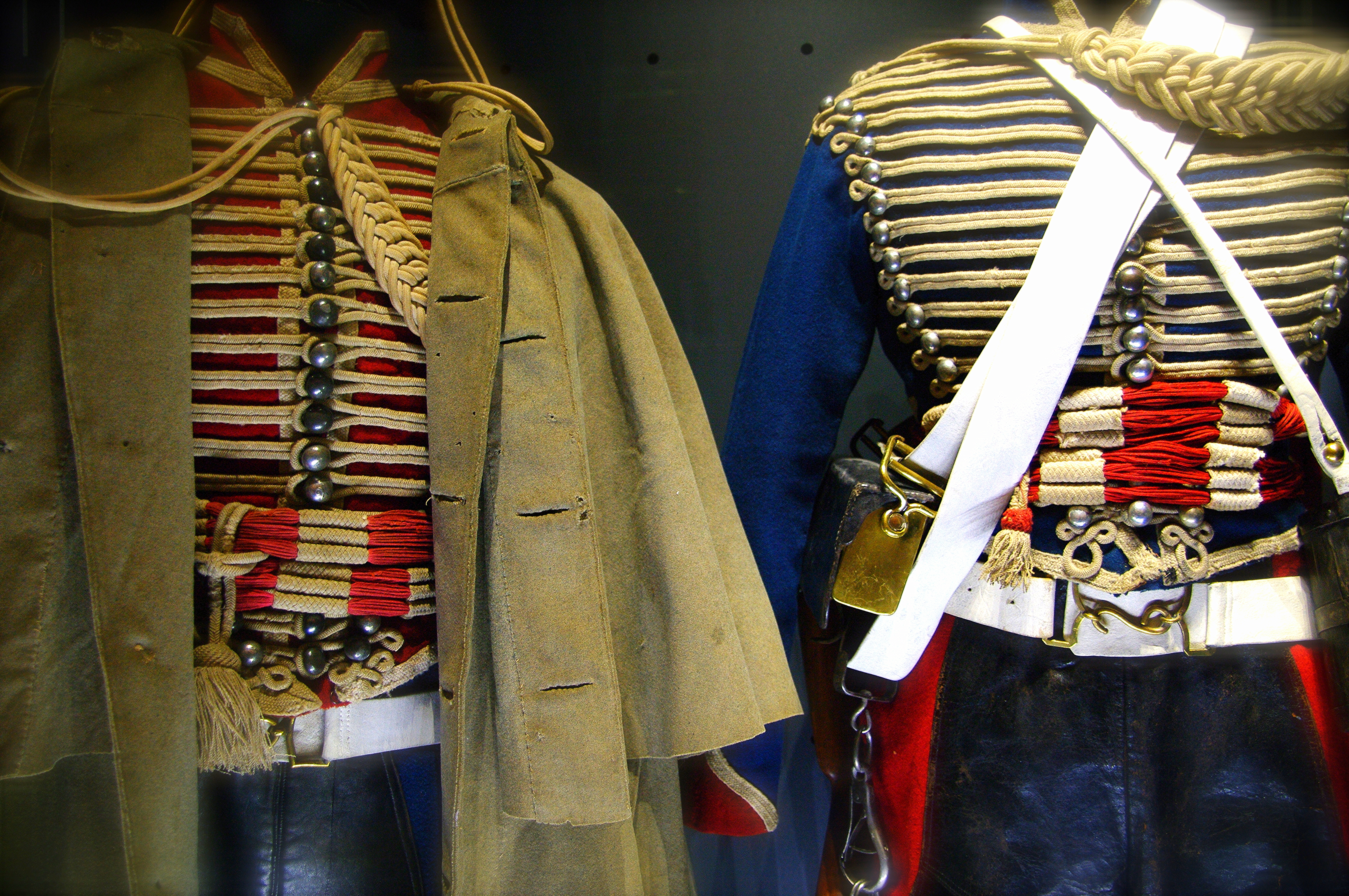
Uniformes de hussards français (1840, musée de Tarbes).

La création d'une Guilde de Passementiers est propre à la France et remonte au XVIe siècle. La guilde imposait un apprentissage de sept ans au moins. Le gland fut le premier article de passementerie, mais bientôt elle inclut les franges (en applique), puis les cordons, les galons, les pompons, les rosettes, les guimpes, etc. Glands, pompons et rosettes sont des ornements ponctuels, les autres des ornements linéaires. Les motifs se sont multipliés au fil des siècles et formaient la signature des grands ateliers.
La passementerie étant un ornement coûteux, elle a longtemps été réservée à une élite comme signe de distinction sociale, d'un pouvoir royal, aristocratique, religieux ou militaire. Dès la fin du XVIIIe siècle, elle devient obsolète avec la simplification des vêtements, et ses principaux débouchés seront désormais le mobilier et l'architecture intérieure.
De nos jours, la passementerie est essentiellement utilisée pour les uniformes de parade dans l'armée.
Les passements les plus utilisés dans la mode sont :
- les franges moulinées (souples) ;
- les franges torses guipées (rigides) ;
- les franges  méchées ou quadrillées.

Certains boutons ou brandebourgs peuvent être en passementerie.